# Црква Свете Марине у Доиновићима
Црква Свете Марине у Доиновићима код Новог Пазара подигнута је, у првој половини 17. века, на узвишењу које доминира околином. 
Црква посвећена Светој великомученици Марини (Огњена Марија) веома је малих димензија (3 х 1,5 m), са једнобродном основом, апсида јој је споља тространа, док је изнутра полукружна и на њој се налази једини прозор на црквици. Кров је направљен од камених плоча и на две је воде, док је изнутра заобљен. Сама црква је направљена правилних квадера тесаника, а њена фреско декорација је рустицизираног израза, сведена искључиво на представе стојећих и фигура у попрсјима, уз мноштво орнамената.
Заштитни радови на њој су обављани 1968. (конзервација њене архитектуре) и 1971. године (радови на њеном живопису). Данас се налази под заштитом републике Србије, као споменик културе од великог значаја, у оквиру споменичке целине која обухвата цркве Сопоћанске околине.